# Puccinia aristidae
Puccinia aristidae Tracy – gatunek grzybów z rodziny rdzowatych (Pucciniaceae).

## Systematyka i nazewnictwo
Pozycja w klasyfikacji według Index Fungorum: Puccinia, Pucciniaceae, Pucciniales, Incertae sedis, Pucciniomycetes, Pucciniomycotina, Basidiomycota, Fungi.
Po raz pierwszy takson ten zdiagnozował w 1893 r. Samuel Mills Tracy na Aristida pungens w Turkmenistanie.
Synonim: Dicaeoma aristidae (Tracy) Kuntze 1898.

## Morfologia i rozwój
Stwierdzono występowanie Puccinia aristida w Turkmenistanie i w USA. Grzyb pasożytniczy wywołujący u roślin chorobę zwaną rdzą. Jest pasożytem dwudomowym, tzn, że jego pełny cykl życiowy odbywa się na dwóch różnych gatunkach roślin. Stwierdzono jego występowanie na gatunkach Aristida należących do rodziny wiechlinowatych oraz na szpinaku.